# Gaia (canción)
"Gaia" es una canción de la cantante y actriz mexicana Belinda, de su tercer álbum de estudio Carpe Diem, lanzado el 23 de marzo de 2010.

## Información
La canción fue escrita por la cantante Belinda, junto a su padre Nacho Peregrín y Jimmy Harry. Anteriormente fue titulada "Planeta", teniendo aparición en la telenovela Camaleones.
Belinda escribió esta canción debido a su preocupación sobre la globalización y los daños actuales hacia el Planeta Tierra.

"Es una canción que habla sobre el calentamiento global, todo lo que ha pasado con el mundo en estos últimos años. Toda la tira de árboles, la contaminación nos está afectando mucho. Creo que es por eso que nos enfermamos más que antes y no respiramos el aire que respirábamos hace diez años"
Belinda

## Video musical
El video musical oficial se filmó en noviembre de 2010, bajo la dirección de Belinda. Fue filmado en las Lagunas de Zempoala, inmediatamente después de finalizar con los videos de Dopamina y Amor Transgénico, siendo este último, también grabado en las Lagunas de Zempoala.
El video muestra un piano dentro de la laguna en la que Belinda está sentada tocando y llorando, mientras piensa en el planeta y utiliza un vestido blanco.